# Saison 1 de Drag Race Brasil
La première saison de Drag Race Brasil est diffusée pour la première fois le 30 août 2023 sur MTV et Paramount+ au Brésil et en Amérique latine et sur WOW Presents Plus à l'international.
La création d'une version brésilienne de RuPaul's Drag Race est annoncée le 8 août 2022. Les juges principaux sont Grag Queen, Bruna Braga et Dudu Bertholini,. Le casting est composé de douze candidates et est annoncé le 2 août 2023 sur les réseaux sociaux.
La gagnante de la saison reçoit un an d'approvisionnement de maquillage chez Anastasia Beverly Hills et 100 000 reales brésiliens.
La gagnante de la saison est Organzza, avec comme secondes Betina Polaroid, Hellena Malditta et Miranda Lebrão.

## Candidates
Les candidates de la première saison de Drag Race Brasil sont :
(Les noms et âges donnés sont ceux annoncés au moment de la compétition.)
| Candidate        | Âge | Résidence                                | Classement |
| ---------------- | --- | ---------------------------------------- | ---------- |
| Organzza         | 30  | Rio de Janeiro, État de Rio de Janeiro   | Gagnante   |
| Betina Polaroid  | 46  | Rio de Janeiro, État de Rio de Janeiro   | Secondes   |
| Hellena Malditta | 23  | Salvador, Bahia                          | Secondes   |
| Miranda Lebrão   | 33  | Rio de Janeiro, État de Rio de Janeiro   | Secondes   |
| Shannon Skarlett | 24  | Piraúba, Minas Gerais                    | 5e place   |
| Naza             | 22  | Monte Santo de Minas, Minas Gerais       | 6e place   |
| Dallas de Vil    | 26  | Campinas, État de São Paulo              | 7e place   |
| Rubi Ocean       | 30  | Brasília, District fédéral               | 8e place   |
| Aquarela         | 26  | Belo Horizonte, Minas Gerais             | 9e place   |
| Melusine Sparkle | 26  | São José do Rio Preto, État de São Paulo | 10e place  |
| Tristan Soledade | 34  | Bélem, Pará                              | 11e place  |
| Diva More        | 42  | Jaquirana, Rio Grande do Sul             | 12e place  |

## Progression des candidates
|            |                  | Épisode | Épisode | Épisode | Épisode | Épisode | Épisode | Épisode | Épisode | Épisode | Épisode | Épisode  |
| 2          | 3                | 4       | 5       | 6       | 7       | 8       | 9       | 10      | 11      | 12      |         |          |
| ---------- | ---------------- | ------- | ------- | ------- | ------- | ------- | ------- | ------- | ------- | ------- | ------- | -------- |
| Candidates | Organzza         | WIN     | WIN     | SAFE    | HIGH    | SAFE    | HIGH    | HIGH    | BTM2    | WIN     | INVITÉE | GAGNANTE |
| Candidates | Betina Polaroid  | BTM2    | LOW     | SAFE    | SAFE    | SAFE    | HIGH    | WIN     | WIN     | SAFE    | INVITÉE | SECONDE  |
| Candidates | Hellena Malditta | HIGH    | HIGH    | WIN     | SAFE    | WIN     | LOW     | BTM2    | LOW     | HIGH    | INVITÉE | SECONDE  |
| Candidates | Miranda Lebrão   | LOW     | HIGH    | SAFE    | HIGH    | HIGH    | WIN     | LOW     | HIGH    | BTM2    | INVITÉE | SECONDE  |
| Candidates | Shannon Skarllet | HIGH    | SAFE    | SAFE    | WIN     | LOW     | BTM2    | SAFE    | BTM2    | ELIM    | INVITÉE | INVITÉE  |
| Candidates | Naza             | SAFE    | SAFE    | WIN     | SAFE    | BTM2    | SAFE    | ELIM    |         |         | INVITÉE | INVITÉE  |
| Candidates | Dallas de Vil    | HIGH    | BTM2    | LOW     | BTM2    | HIGH    | ELIM    |         |         |         | INVITÉE | INVITÉE  |
| Candidates | Rubi Ocean       | HIGH    | SAFE    | HIGH    | LOW     | ELIM    |         |         |         |         | INVITÉE | INVITÉE  |
| Candidates | Aquarela         | SAFE    | SAFE    | BTM2    | ELIM    |         |         |         |         |         | MISS S. | INVITÉE  |
| Candidates | Melusine Sparkle | SAFE    | SAFE    | ELIM    |         |         |         |         |         |         | INVITÉE | INVITÉE  |
| Candidates | Tristan Soledade | HIGH    | ELIM    |         |         |         |         |         |         |         | INVITÉE | INVITÉE  |
| Candidates | Diva More        | ELIM    |         |         |         |         |         |         |         |         | INVITÉE | INVITÉE  |

 La candidate a gagné Drag Race Brasil.
 La candidate a fini seconde.
 La candidate a été élue Miss Sympathie.
 La candidate a gagné le défi.
 La candidate a reçu des critiques positives des juges et a été déclarée sauve.
 La candidate a été déclarée sauve.
 La candidate a reçu des critiques négatives des juges mais a été déclarée sauve.
 La candidate a été en danger d'élimination.
 La candidate a été éliminée.

## Lip-syncs
| Épisode | Candidate                                                            | vs.                                                                  | Candidate                                                            | Chanson                 | Artiste                 | Candidate éliminée |
| ------- | -------------------------------------------------------------------- | -------------------------------------------------------------------- | -------------------------------------------------------------------- | ----------------------- | ----------------------- | ------------------ |
| 2       | Betina Polaroid                                                      | vs.                                                                  | Diva More                                                            | Bandida                 | Pabllo Vittar ft. Pocah | Diva More          |
| 3       | Dallas de Vil                                                        | vs.                                                                  | Tristan Soledade                                                     | Cachorrinhas            | Luísa Sonza             | Tristan Soledade   |
| 4       | Aquarela                                                             | vs.                                                                  | Melusine Sparkle                                                     | Cheguei                 | Ludmilla                | Melusine Sparkle   |
| 5       | Aquarela                                                             | vs.                                                                  | Dallas de Vil                                                        | Vermelho                | Gloria Groove           | Aquarela           |
| 6       | Naza                                                                 | vs.                                                                  | Rubi Ocean                                                           | Shine It On             | Wanessa Camargo         | Rubi Ocean         |
| 7       | Dallas de Vil                                                        | vs.                                                                  | Shannon Skarllet                                                     | Decadence Avec Elegance | Deborah Blando          | Dallas de Vil      |
| 8       | Hellena Malditta                                                     | vs.                                                                  | Naza                                                                 | Dois Trabalhos          | Donas                   | Naza               |
| 9       | Organzza                                                             | vs.                                                                  | Shannon Skarllet                                                     | Festa                   | Ivete Sangalo           | Aucune             |
| 10      | Miranda Lebrão                                                       | vs.                                                                  | Shannon Skarllet                                                     | Gueto                   | Iza                     | Shannon Skarllet   |
| Épisode | Candidate                                                            | vs.                                                                  | Candidate                                                            | Chanson                 | Artiste                 | Gagnante           |
| 12      | Betina Polaroid vs. Hellena Malditta vs. Miranda Lebrão vs. Organzza | Betina Polaroid vs. Hellena Malditta vs. Miranda Lebrão vs. Organzza | Betina Polaroid vs. Hellena Malditta vs. Miranda Lebrão vs. Organzza | Envolver                | Anitta                  | Organzza           |

 La candidate a été éliminée après sa première fois en danger d’élimination.
 La candidate a été éliminée après sa deuxième fois en danger d’élimination.
 La candidate a été éliminée après sa troisième fois en danger d’élimination.
 La candidate a remporté le lip-sync et la saison.

## Juges invités
Cités par ordre chronologique :
- Gretchen, chanteuse brésilienne ;
- Flávio Verne, chorégraphe et directeur artistique brésilien ;
- Hugo Gloss, journaliste brésilien ;
- Raphael Dumaresq, personnalité télévisée brésilienne ;
- Esse Menino, comédien brésilien ;
- Kéfera Buchmann, actrice brésilienne ;
- Maria Casadevall, actrice brésilienne ;
- Bruna Linzmeyer, actrice brésilienne ;
- Júnior Chicó, comédien brésilien ;
- Mauro Sousa, acteur et musicien brésilien.